# Powiat płoskirowski
Powiat lub Ujezd płoskirowski lub proskurowski dawny powiat guberni podolskiej Imperium Rosyjskiego, obecnie na terenie obwodu chmielnickiego na Ukrainie, ze stolicą w Płoskirowie, czyli dzisiejszym Chmielnickim
Gminy miały siedziby w:
1. Kuźminie
2. Maliniczach
3. Chodakowcach
4. Sarnowie
5. Tretelnikach(inne języki)
6. Fulsztynie
7. Czarnym Ostrowie
8. Szarawce
9. Juryńcach
10. Jarmolińcach